# Alger Hiss
Alger Hiss (Baltimore, Maryland, 11 de noviembre de 1904-Nueva York, Nueva York, 15 de noviembre de 1996) fue un oficial del gobierno estadounidense que fue acusado de ser un espía soviético en 1948 y condenado por perjurio en relación con este cargo en 1950. 

## Biografía

### Inicios
Hiss se graduó de la Universidad Johns Hopkins (AB, 1926; Phi Beta Kappa) y de la Facultad de Derecho de Harvard (1926-1929) y fue asistente legal (1929-1930) del juez de la Corte Suprema Oliver Wendell Holmes.

### Carrera
Ocupó y fue continuamente ascendido durante la presidencia de Franklin D. Roosevelt: primero como abogado del gobierno, donde defendió la inconstitucional Ley de Ajuste Agrícola, entre otros; luego pasó al Ministerio de Relaciones Exteriores, donde finalmente fue ascendido a Director del Despacho de Asuntos Políticos Especiales; participó en la Conferencia de Yalta, en la cual Roosevelt cedió Europa del Este a la Unión Soviética.

### Descenso
Antes de ser juzgado y condenado, participó en el establecimiento de la Organización de las Naciones Unidas tanto como funcionario del Departamento de Estado de los Estados Unidos como funcionario de la ONU. En su vida posterior, trabajó como conferenciante y autor.
En el verano de 1948, Hoover filtró el caso al republicano Richard Nixon, por entonces miembro del Comité del Congreso para la Investigación de Actividades Antiestadounidenses.
Hiss fue acusado el 3 de agosto de 1948. Whittaker Chambers, excomunista, aseguró haber ocultado microfilmes que le había entregado Hiss en una calabaza vaciada. Los papeles de la calabaza se convirtieron en una expresión cotidiana y el libro de Chambers Testigo fue un éxito de ventas.
Hiss cumplió cinco años de prisión, pero durante toda su vida siguió manteniendo su inocencia.
El caso Hiss fue aprovechado por los republicanos para acusar a la administración demócrata de imprudencia en la defensa de la seguridad nacional, incrementando así las posibilidades de Thomas E. Dewey de vencer a Harry S. Truman. Aun así, en las elecciones de noviembre de 1948, la victoria fue para Truman.